# Johan George Otto Stuart von Schmidt auf Altenstadt

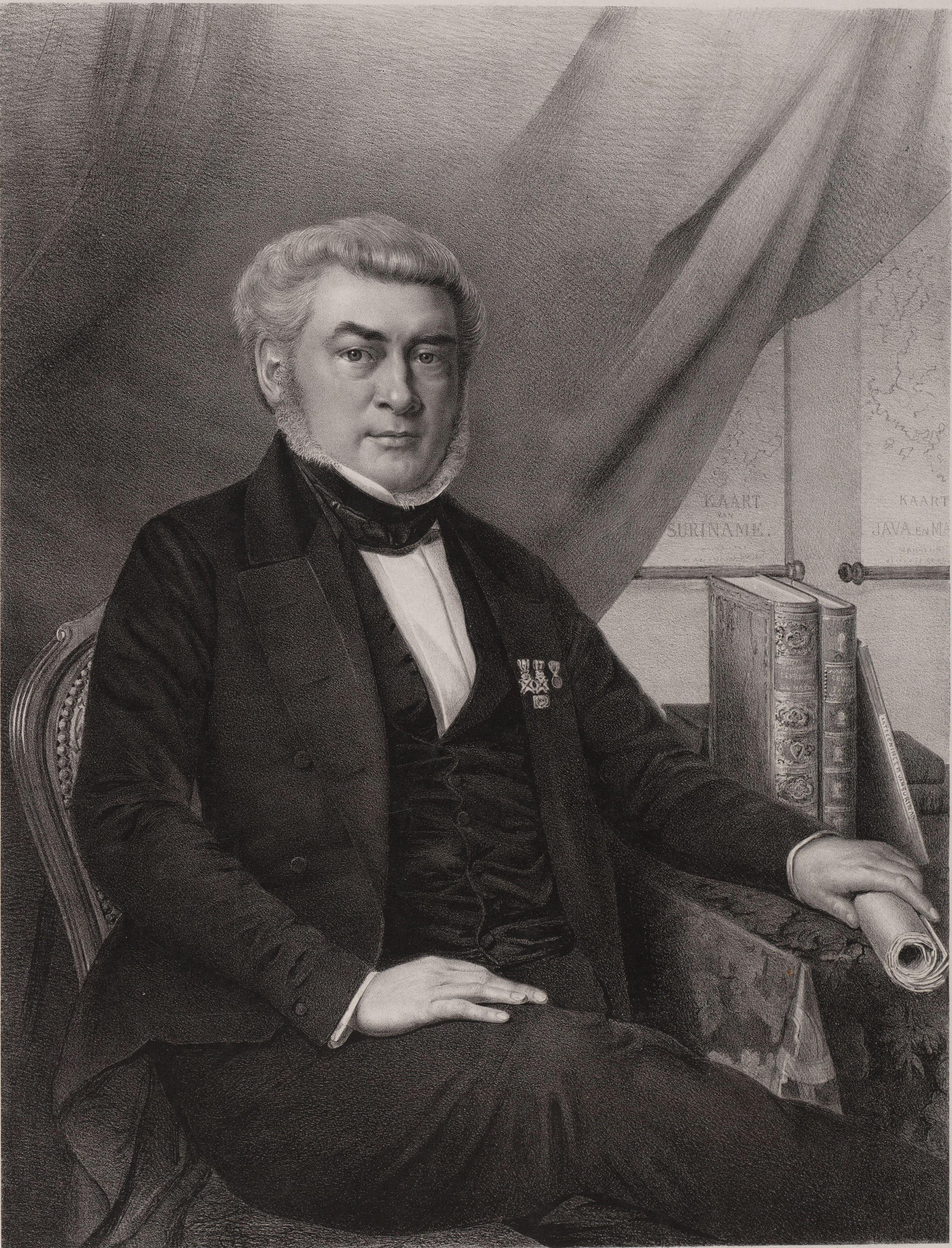
Johan George Otto Stuart von Schmidt auf Altenstadt

Jhr. Johan George Otto Stuart von Schmidt auf Altenstadt (Sint-Oedenrode, 5 januari 1806 - 's-Gravenhage, 7 augustus 1857) was een Nederlands koloniaal bewindsman.
Johan George Otto Stuart von Schmidt auf Altenstadt was een zoon van Johann Heinrich Adolf von Schmidt auf Altenstadt en Janet Balnaevis. Hij werd in 1820 aangesteld tot cadet bij de militaire school te Semarang en in 1823 bevorderd tot 2e luitenant, in welke rang hij deelnam aan de onderdrukking van de opstand van Diponegoro. In 1829 werd hij 1e luitenant, in 1832 adjudant van gouverneur-generaal Johannes van den Bosch, in 1833 waarnemend assistent-resident te Kebumen in Bagelen, in 1837 definitief, in 1842 resident van Bagelen.
In 1850 met ziekteverlof in Nederland gekomen, werd Von Schmidt auf Altenstadt in februari 1852 benoemd tot gouverneur van Suriname, waar hij op 22 juni het bestuur aanvaardde. Onder zijn bestuur werd de kustvaart aangemoedigd door vermindering van baak-, los- en steigergeld, de openbare verkoop te Paramaribo van plantageproducten gemakkelijker gemaakt door het afschaffen van lastige formaliteiten, de briefwisseling nader geregeld en het port verlaagd, het slavenreglement gewijzigd, het vervoeren van slavenmachten van gesloopte plantages naar elders, zonder vergunning van de gouverneur, met straf bedreigd, het geven van premies voor de invoer van slaven van de West-Indische eilanden ingetrokken.
Onder zijn bestuur kwamen de eerste immigranten uit Madeira en Chinezen uit Java aan en vond ook de mislukte kolonisatie van Württembergers op Albina aan de Marowijne plaats. Na een bestuur van slechts drie jaar verkreeg hij, op zijn verzoek, eervol ontslag uit zijn betrekking en droeg hij op 25 augustus 1855 het bestuur aan zijn opvolger over.

## Huwelijk en kinderen
Johan George Otto Stuart huwde op 17 oktober 1837 in Magelang met Wilhelmina Jodoca van Laren. Het echtpaar kreeg tien kinderen, onder meer:
- Johann Heinrich Adolph Pieter
- Johan George Otto Stuart (1842-1922), gehuwd met Carolina Arnoldina Emily van Veen
- Johann Carel Lodewijk (1843-1912), gehuwd met	Pieternella Wilhelmina van Vugt
- Johann Wolff Anton, gehuwd met Josephine Kollmann
- Johanna Wilhelmina Jodoca
- Johann Willem Frans (1852-1936), gehuwd met Johanna Susanna Sibilla Witsenborg
- Johanna Henriette Adolphine